# Конусови
Конусови (Conidae), по-рано наричани също Coninae, е таксономично семейство (преди подсемейство) от хищни морски охлюви, морски коремоноги мекотели в надсемейство Conoidea.
Класификацията от 2014 г. на надсемейство Conoidea групира само шишарковите охлюви в семейство Conidae. Някои предишни класификации групират конусовите охлюви в подсемейство, Coninae.
Към март 2015 г. семейство Конусови съдържат над 800 признати вида. Работейки в Европа през 18-ти век, Карл Линей идентифицира само 30 вида, които все още се считат за валидни.
Охлювите от това семейство са сложни хищни животни. Те ловуват и обездвижват плячката си, използвайки модифициран радулен зъб заедно с отровна жлеза, съдържаща невротоксини; зъбът се изстрелва от устата на охлюва с действие подобно на хвърляне на харпун.
Тъй като всички конусови охлюви са отровни и могат да „ужилят“ хората, с живите екземпляри трябва да се борави много внимателно или за предпочитане изобщо да не се работи с тях.

## Настояща таксономия
В Journal of Molluscan Studies през 2014 г. е представена нова класификация за стария род Конуси. Използвайки 329 вида, авторите извършват молекулярни филогенични анализи. Резултатите предполагат, че авторите трябва да поставят всички живи конусовидни охлюви в едно семейство, Conidae, съдържащо следните родове:
- Californiconus JK Tucker & Tenorio, 2009
- Conasprella Тиле, 1929
- † Conilithes Swainson, 1840
- † Contraconus Olsson & Harbison, 1953
- Конуси Линей, 1758
- † Eoconus JK Tucker & Tenorio, 2009
- † Hemiconus Косман, 1889
- † Herndliconus Petuch & Drolshagen, 2015
- Kenyonia Brazier, 1896
- Lilliconus G. Raybaudi Massilia, 1994
- Malagasyconus Monnier & Tenorio, 2015
- † Papilliconus Tracey & Craig, 2017
- Profundiconus Курода, 1956 г
- Pseudoliliconus JK Tucker & Tenorio, 2009
- Pygmaeconus Puillandre & Tenorio, 2017 г
- † Tequestaconus Petuch & Drolshagen, 2015 †

Авторите групират 85% от всички известни видове конусовидни охлюви в род Конуси. Те разпознават 57 подрода в рамките на Конуси и 11 подрода в рамките на род Conasprella.